# عثمان بلوزداد
عثمان بلوزداد (1929 - 12 يناير 2022)، هو مناضل ومجاهد جزائري، اصله من قنزات ايت يعلى أغيل علي، أحد أعضاء مجموعة لـ 22 التاريخية التي خططت لتفجير ثورة التحرير الجزائرية. وكان بلوزداد آخر من بقي على قيد الحياة من بين 22 جزائريا شاركوا في الاجتماع التاريخي الذي جرى في النصف الثاني من يونيو 1954، واتخذ خلاله قرار اللجوء إلى العمل المسلح لمواجهة الاستعمار الفرنسي. وبعد الاستقلال، لم يشغل بلوزداد أي منصب سياسي وأمضى حياته بعيدا عن الأضواء، باستثناء مناسبات قليلة كان آخرها استقبال الرئيس عبد المجيد تبون له في مايو 2020.

## سيرته
ولد عثمان بلوزداد سنة 1929 من عائلة بسيطة تقطن بأحد أحياء بلكور بالجزائر العاصمة اصلهم ادارسة من الابيض مجاجة قرب ولاية الشلف. كان مناضلا في المنظمة الخاصة أنضم إلى اللجنة الثورية للوحدة والعمل أول اجتماع حضره عثمان بلوزداد كان في 27 أوت 1954، الذي انعقد بالمدنية سابقا وكان الاجتماع تحت رئاسة بن بولعيد وبحضور كل من محمد مرزوقي، رابح بيطاط وبوشعيب أحمد. ويعتبر بلوزداد مدبر الهجوم الذي استهدف (PETROLES MORY) سنة 1954، فألقي عليه القبض في 07 نوفمبر 1954 أثناء المحاكمة، أعلن عثمان بلوزداد انتماءه لحزب جبهة التحرير الوطني.

## وفاته
- توفي يوم الأربعاء 12 يناير 2022، عن عمر ناهز 93 سنة.[2]

### مواضيع ذات صلة
- قائمة أعلام الجزائريين
- محمد بلوزداد
- أمينة بلوزداد
- بلدية بلوزداد